# Giro dell'Emilia 1940
Il Giro dell'Emilia 1940, ventisettesima edizione della corsa, si svolse il 13 ottobre 1940 su un percorso di 100,6 km con partenza e arrivo a Bologna. Organizzato dalla Velo Sport Reno e aperto a professionisti e indipendenti, fu vinto dall'italiano Osvaldo Bailo, che completò il percorso in 2h24'54" precedendo in volata i connazionali Mario Ricci e Pietro Rimoldi. Conclusero la prova 14 ciclisti.

## Percorso
La prova si svolse su un circuito di 1,65 km ricavato lungo il perimetro interno dei Giardini Margherita a Bologna, da ripetersi per 61 volte a totalizzare una distanza di 100,6 km.

## Ordine d'arrivo
| Pos. | Corridore         | Squadra       | Tempo    |
| ---- | ----------------- | ------------- | -------- |
| 1    | Osvaldo Bailo     | Gerbi         | 2h24'54" |
| 2    | Mario Ricci       | Legnano       | s.t.     |
| 3    | Pietro Rimoldi    | Olympia       | s.t.     |
| 4    | Walter Generati   | Gloria        | s.t.     |
| 5    | Elvezio Palla     | Dop. Vismara  | s.t.     |
| 6    | Aimone Landi      | Lygie         | s.t.     |
| 7    | Carmine Saponetti | Olympia       | s.t.     |
| 8    | Aldo Ronconi      | Legnano       | s.t.     |
| 9    | Fausto Coppi      | Legnano       | a 39"    |
| 10   | Mario Vicini      | Bianchi       | s.t.     |
| 11   | Giannino Di Santi | U.C. Modenese | s.t.     |
| 12   | Francesco De Rosa | -             | s.t.     |
| 13   | Francesco Albani  | Lygie         | s.t.     |
| 14   | Gino Bartali      | Legnano       | s.t.     |